# Возовик, Оксана Олеговна
Оксана Олеговна Возовик (род. 8 декабря 1985, Николаев, Украинская ССР, СССР) — украинская шахматистка, гроссмейстер (2003) среди женщин. По профессии — юрист. Окончила Харьковскую юридическую академию имени Ярослава Мудрого.
Чемпионка Украины (2006). В составе сборной Украины участница 1-го командного чемпионата мира (2007).
| Графики недоступны из-за технических проблем. См. информацию на Фабрикаторе и на mediawiki.org. |